# Morcego Vermelho
Morcego Vermelho é um dos super-heróis presentes nos quadrinhos Disney. Criado pelo roteirista Ivan Saidenberg e o desenhista Carlos Edgard Herrero, é um alter-ego do personagem Peninha satirizando o Batman, tendo sido originalmente introduzido pela Editora Abril em 1973.

## Concepção
O diretor Jorge Kato trouxe para o estúdio uma ilustração de Peninha vestindo uma fantasia de super-herói feita pelo italiano Giovan Battista Carpi, e sugeriu a criação de um herói a partir dessa base. Ivan Saidenberg teve a ideia de uma paródia do Batman, "Bat-Peninha", mais tarde rebatizado Morcego Vermelho por uma sugestão do artista Carlos Edgard Herrero. O personagem então fez sua estreia no segundo volume de Edição Extra, em maio de 1973. Em duas histórias, "Quem é o Morcego Vermelho?" e "Tudo Começou Assim..." se revelava que Peninha pegou uma fantasia de carnaval de seu primo Pato Donald para invadir uma festa beneficente. Lá Peninha acidentalmente impedia uma tentativa de assalto dos irmãos Metralha, tornando-o um herói municipal, ganhando estátua em praça pública e o apoio do Professor Pardal, que lhe forneceria equipamentos. A boa aceitação do público garantiu o retorno do Morcego Vermelho já em dezembro daquele ano, em outra publicação de Edição Extra. Herrero baseou as poses caricatas do herói no cinema mudo, e Peninha escondendo o rosto com a capa no Drácula de Christopher Lee. O personagem nunca ganhou revista própria, apenas vários especiais em Edição Extra, com Herrero ressaltando que minisséries do Morcego Vermelho seriam mais viáveis, como a paródia de Hércules em Os Doze Trabalhos do Morcego Vermelho (1976).

## Caracterização
O Morcego Vermelho, alter-ego do desajeitado Peninha, tem sua base em uma lata de lixo no Beco do Morcego, e tem diversos apetrechos-morcego criados pelo Professor Pardal, que frequentemente dão errado. Os mais utilizados são o pula-pula morcego, o bate-morcego, a moto-morcego e a corda-morcego.
Segundo o cocriador Herrero, "no fundo, o Morcego Vermelho é um canastrão. Seu uniforme, seus veículos e equipamentos de combate refletem isso".
Tem como um de seus maiores fãs o Zé Carioca, que adora se vestir de Morcego Verde. A namorada de Peninha, Glória, também é uma heroína nas horas vagas, a Borboleta Púrpura. Frequentemente ela e o Morcego se encontram. Além da Borboleta Púrpura, o Morcego se reúne com outros super-heróis da Disney no Clube dos Heróis.
O personagem também foi explorado em histórias italianas (onde é conhecido por "Paperbat"), seguindo Paperinik (Superpato) sobretudo na mini-série Ultraheroes (2008), ao lado de Superpato, Superpata, Superpateta, entre outros Em 2010, o Morcego Vermelho foi o único personagem estadunidense a ganhar um boneco na coleção da Planeta deAgostini italiana Disney Collection.